# Cây rụng lá
Cây rụng lá hay Deciduous có nghĩa là "rụng đi khi trưởng thành" hay là "có khuynh hướng rụng đi", và nó thường được sử dụng để nói về các cây thân gỗ hay cây bụi mà rụng lá theo mùa (hầu hết là trong suốt mùa thu) và việc loại bỏ các bộ phận khác của cây chẳng hạn như các cánh hoa sau khi ra hoa hoặc quả sau khi đã chín. Tổng quát hơn, deciduous có nghĩa là "sự loại bỏ một bộ phận mà không còn cần thiết nữa" hay "rụng đi sau đi đã hoàn thành mục đích". Ở các loài cây thì đó là kết quả của các quá trình tự nhiên. "Deciduous" cũng có nghĩa tương tự khi nói về các bộ phận của động vật, chẳng hạn như phần gạc rụng đi của hươu, nai  hay răng sữa ở các loài động vật có vú (kể cả con người).

## Thực vật học
Trong thực vật học và trồng trọt, các loài cây rụng lá, bao gồm cây thân gỗ, cây bụi và thực vật thân thảo sống lâu năm, đều rụng hết lá vào một thời điểm trong năm. Quá trình này được gọi là "sự bỏ đi" (abscission). Ở một vài trường hợp, sự rụng lá lại trùng vào mùa đông – cụ thể là ở vùng khí hậu ôn đới hay khí hậu vùng cực. Ở những nơi khác, bao gồm các vùng nhiệt đới, cận nhiệt đới, và các nơi khô cằn, các cây sẽ rụng lá trong suốt mùa khô hay các mùa khác, tùy vào sự biến đổi của lượng mưa.
Trái ngược với sự rụng lá là trường xuân (evergreen), ở nơi mà phần tán lá của cây bị loại bỏ vào các thời điểm khác nhau so với các cây rụng lá, do đó có vẻ như chúng vẫn tươi xanh quanh năm. Các cây dạng trung gian có thể được gọi là "bán-rụng lá"(semi-deciduous); chúng rụng các lá già khi các lá non bắt đầu mọc. Các cây khác là dạng "bán-trường xuân" và rụng lá trước mùa sinh trưởng kế tiếp, vẫn duy trì một ít lá trong suốt mùa đông hoặc các thời kỳ khô hạn. Một số cây thân gỗ, bao gồm vài loại sồi, vẫn còn các lá khô trên cây trong suốt mùa đông; những chiếc lá bền bỉ này được gọi là lá úa và sẽ rụng vào mùa xuân khi các lá mới bắt đầu mọc.

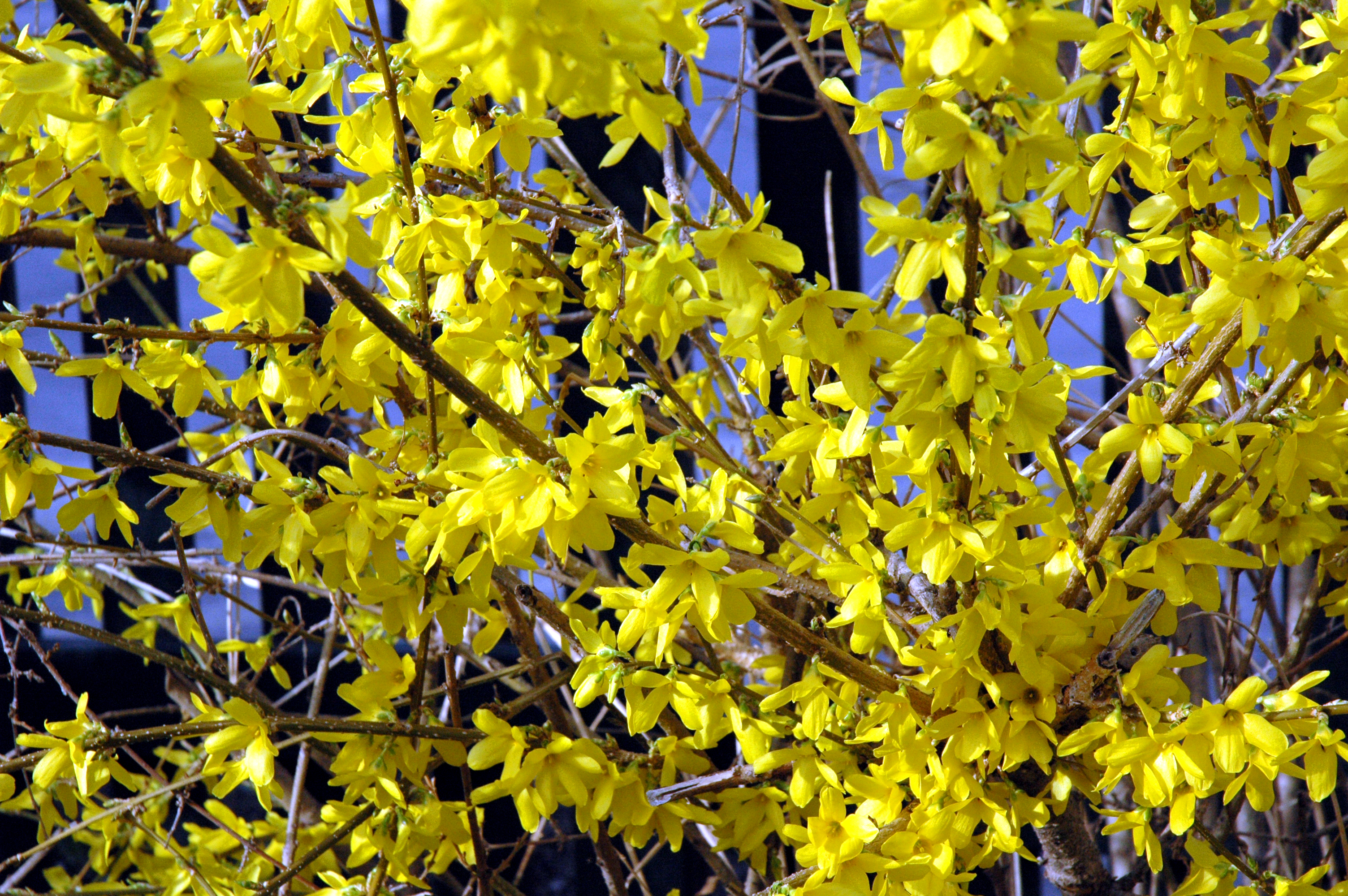
Hoa Forsythia vào mùa rụng lá, cũng giống như các cây rụng lá khác

Nhiều cây rụng lá thường ra hoa trong suốt thời gian mà chúng không có lá, vì điều này giúp tăng hiệu quả thụ phấn. Không có lá sẽ cải thiện sự vận chuyển các hạt phấn bởi gió cho các cây mà thụ phấn nhờ gió và tăng tầm nhìn của các loài côn trùng đối với các bông hoa cho các cây thụ phấn nhờ côn trùng. Chiến thuật này không phải là không có rủi ro, vì các bông hoa có thể bị tổn hại bởi sương giá, hoặc ở các vùng khô thì bởi sự thiếu nước. Tuy nhiên, số lượng cành và thân bị gãy trong các cơn bão băng sẽ ít hơn nhiều khi cây không còn lá, và các cây có thể giảm sự mất nước do giảm đi lượng nước lỏng của mình trong suốt những ngày mùa đông lạnh giá.
Sự rụng lá và sự loại bỏ có liên quan đến các tín hiệu và sự thay đổi sinh lý phức tạp của cây. Quá trình quang hợp sẽ từ từ giảm đi lượng diệp lục bổ sung trong tán lá; bình thường các cây sẽ bổ sung lại lượng diệp lục trong suốt các tháng mùa hạ. Khi mùa thu đến và ngày ngắn hơn đêm hoặc là khi cây sống trong môi trường khô hạn, các cây rụng lá sẽ giảm sự tạo thành sắc tố diệp lục, cho phép các sắc tố khác hiện diện trong lá trở nên rõ ràng hơn, kết quả là xuất hiện tán lá không có màu xanh. Các màu tươi nhất của lá được tạo ra khi ngày trở nên ngắn và đêm lạnh hơn, nhưng vẫn phải ở trên nhiệt độ đóng băng. Những sắc tố này bao gồm carotenoit với các màu vàng, nâu, cam. Sắc tố anthocyanin cho ra màu đỏ và cam, dù rằng chúng không phải luôn luôn hiện diện trong các lá. Đúng hơn là, chúng được tạo ra trong tán lá vào cuối mùa hạ, khi mà các chất đường bị giữ lại ở trong lá sau khi quá trình loại bỏ bắt đầu.Những nơi trên thế giới mà có sự hiện diện nổi bật của các sắc màu tươi vào mùa thu thì thường giới hạn ở những nơi mà ngày trở nên ngắn và đêm lạnh hơn. Ở những nơi khác, lá của cây rụng lá chỉ đơn giản là rụng đi mà không đổi thành các màu tươi – do sự tích lũy của các sắc tố anthocyanin.
Sự rụng lá bắt đầu khi lớp tách rời (abscission) được hình thành giữa cuống lá và thân cây. Lớp này được hình thành vào mùa xuân, trong suốt thời gian mọc lá mới; nó bao gồm các lớp tế bào mà có thể tách rời lẫn nhau. Các tế bào này rất nhạy cảm với một hoc-mon thực vật gọi là auxin mà được tạo ra bởi lá hay các bộ phận khác của cây. Khi auxin từ lá được tạo ra với một tốc độ phù hợp với thân cây, các tế bào của lớp tách rời vẫn giữ được sự liên kết; vào mùa thu, hoặc là khi cây bị "stress", dòng auxin từ lá cây sẽ giảm hoặc ngừng lại, kích hoạt sự giảm tế bào bên trong lớp tách rời. Sự giãn của các tế bào này sẽ phá vỡ liên kết của các tầng tế bào khác, để cho lá tách rời khỏi cây. Nó cũng hình thành một lớp niêm kín vết đứt, vì thế mà cây sẽ không bị mất nhựa.
Một số cây rụng lá rút đi nitơ và cacbon từ tán lá trước khi cho rụng đi, và sẽ trữ lại những chất đó dưới dạng protein tại không bào của các tế bào mô mềm ở rễ và phần vỏ cây nằm trong. Vào mùa xuân, những protein này được sử dụng làm nguồn nitơ trong suốt thời kỳ mọc lá hay hoa mới.

## Chức năng
Các cây rụng lá có những thuận lợi và bất lợi so với các cây trường xuân. Vì cây rụng lá mất đi hết lá để duy trì nước hoặc để sống sót tốt hơn qua các điều kiện khí hậu mùa đông, chúng phải mọc lại lá mới vào các mùa thích hợp sau đó; việc này sẽ sử dụng nguồn dự trữ mà cây trường xuân không cần phải tiêu tốn. Cây trường xuân có thể chịu được sự mất nước nhiều hơn trong mùa đông và cũng có thể trải qua tốt hơn việc bị cái loài thú khác ăn, đặc biệt là khi còn nhỏ. Rụng lá vào mùa đông có thể giảm thương tổn từ côn trùng; việc phục hồi và giữ lá cho tốt thì tốn kém hơn là cứ để cho rụng hết rồi mọc lại sau. Rụng lá cũng làm giảm sự sủi bọt mà có thể gây hại mạch gỗ (xylem) của cây. Điều này cho phép cây rụng lá có mạch gỗ với đường kính lớn hơn và do đó có tốc độ thoát hơi nước cao hơn (và cả sự hấp thụ Cacbon điôxit khi khí khổng mở ra) trong suốt thời kỳ phát triển vào mùa hạ.

### Cây rụng lá thân gỗ
Đặc tính rụng lá đã phát triển lặp đi lặp lại ở các cây thân gỗ. Các cây bao gồm cây thích, nhiều loại sồi, cây du, dương lá rụng, cây bulô, và các loại khác, cũng như vài giống cây có quả hình nón chẳng hạn như thông rụng lá và Metasequoia (thuộc họ Tùng bách ở Trung Hoa). Các loài cây bụi rụng lá bao gồm cây kim ngân, cây hoa tú cầu, và nhiều loại khác. Hầu hết các loài dây leo có thân gỗ ở vùng ôn đới đều là dạng rụng lá, bao gồm các loại dây nho, cây sơn độc (poison ivy), cây leo Bắc Mỹ (Virginia creeper), cây đậu tía (wisteria), v.v. Đặc tính này rất hữu dụng trong việc phân loại cây, ví dụ như ở những vùng thuộc Miền Nam California và Đông Nam Hoa Kỳ, các chủng loại sồi trường xuân và rụng lá có thể phát triển cùng nhau.
Các thời kỳ rụng lá thường trùng với các mùa: mùa đông thì là của các cây ở vùng khí hậu mát hay mùa khô của các cây ở vùng nhiệt đới, tuy nhiên lại không có chủng loại cây rụng lá nào thuộc các loài cây một lá mầm giống thân gỗ, ví dụ như các loài cọ (palm), ngọc giá (yucca), huyết dụ (dracaena).

## Phân vùng

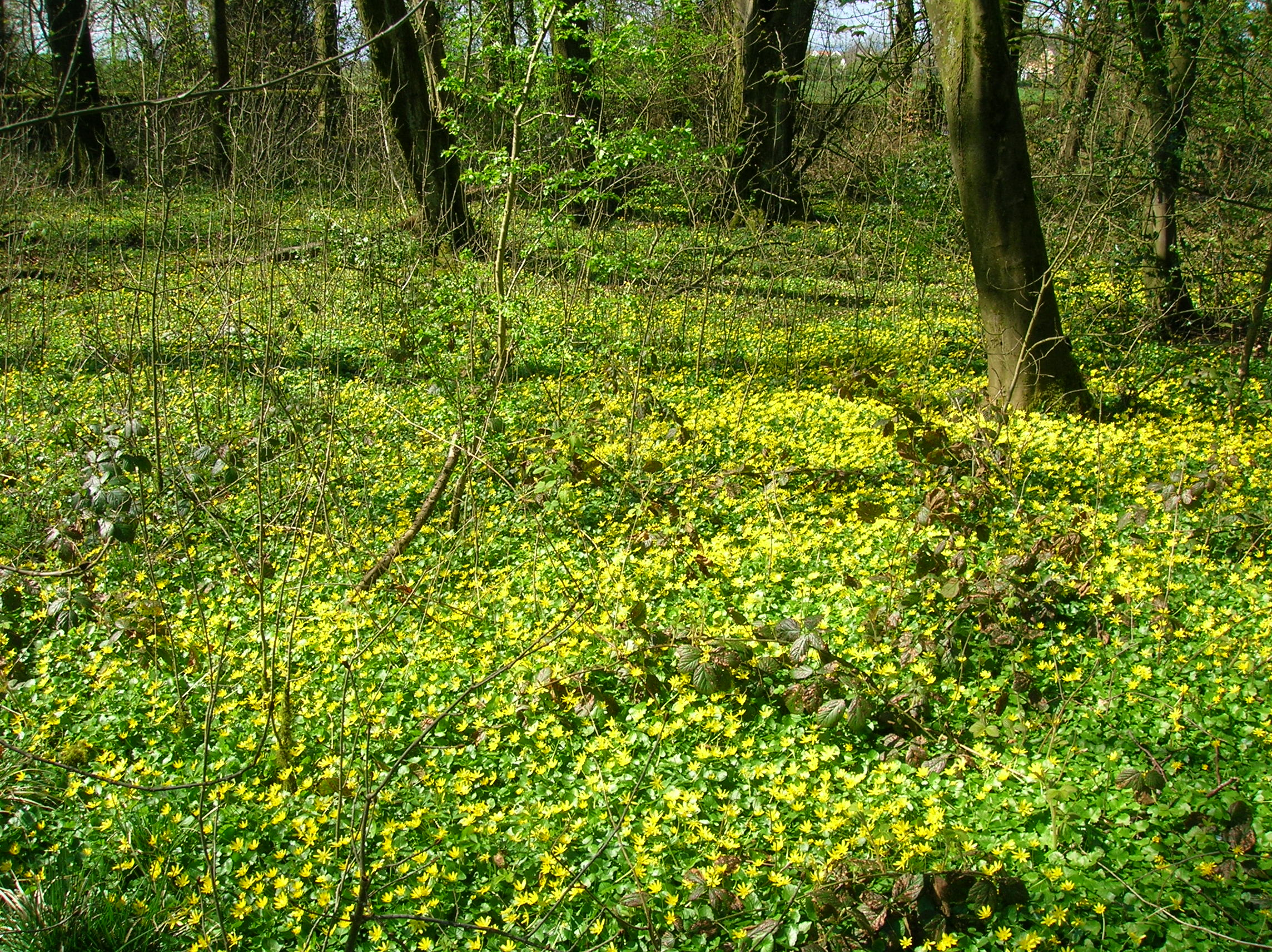
Cây Lesser celandine chiếm ưu thế trên khoảng rừng rụng lá vào đầu mùa xuân

Ở những khu rừng nơi mà đa số các cây đều rụng lá vào cuối mùa phát triển đặc trưng thì được gọi là rừng rụng lá. Những khu rừng này được tìm thấy ở nhiều nơi trên thế giới và có các hệ sinh thái, sự phát triển của tầng cây thấp, động lực học về đất khác biệt rõ rệt.
Có hai loại rừng rụng lá khác nhau được tìm thấy mọc trên khắp thế giới là:

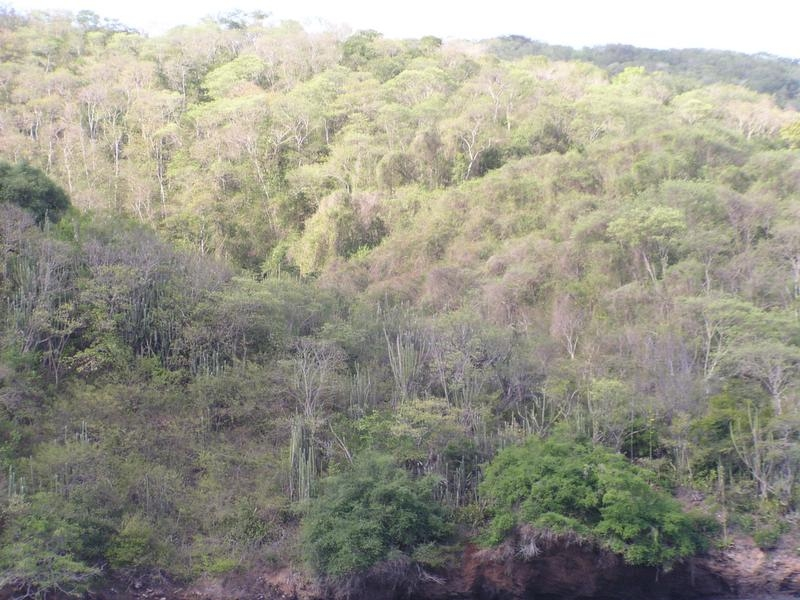
rừng nhiệt đới rụng lá vào mùa khô

Quần xã thực vật rừng rụng lá ôn đới là những quần thể thực vật phân bố ở Bắc Mỹ và Nam Mỹ, châu Á, triền núi phía nam dãy Himalaya, châu Âu và cho mục đích trồn trọt ở Oceania. Chúng đã hình thành dưới những điều kiện khí hậu mà có sự biến đổi về nhiệt đột theo mùa rất lớn, với sự phát triển diễn ta trong suốt các mùa ấm áp, rụng lá vào mùa thu và trở nên tiềm sinh vào mùa đông lạnh giá. Những quần thể phân biệt theo mùa này có nhiều hình thức sự sống đa dạng mà bị ảnh hưởng nhiều bởi sự thay đổi mùa hoặc khí hậu, chủ yếu là nhiệt độ và lượng mưa. Những điều kiện sinh thái đa dạng và phân biệt theo vùng như thế này đã tạo nên các quần thể thực vật khác nhau.
Quần xã thực vật rừng rụng lá nhiệt đới và cận nhiệt đới phát triển không phải theo sự biến đổi của nhiệt độ tùy theo mùa mà là theo lượng mưa. Trong suốt các thời kỳ khô hạn kéo dài, tán lá rụng đi để duy trì nước trong cây và ngăn ngừa chết khô. Sự rụng lá không phụ thuộc vào mùa vì nó xảy ra ở vùng khí hậu ôn đới, và có thể xảy ra vào bất kỳ thời điểm nào trong năm và biến đổi tùy theo vùng. Kể cả trong một khu vực nhỏ cũng có thể có sự đa dạng về thời điểm và khoảng thời gian rụng lá; các mặt khác nhau của cùng một ngọn núi và các vùng mà có lượng nước cao hay dọc theo sông, suối thì có thể tạo thành các mảng rừng gồm cả cây có lá và không lá.